# Teritoriu al Statelor Unite ale Americii

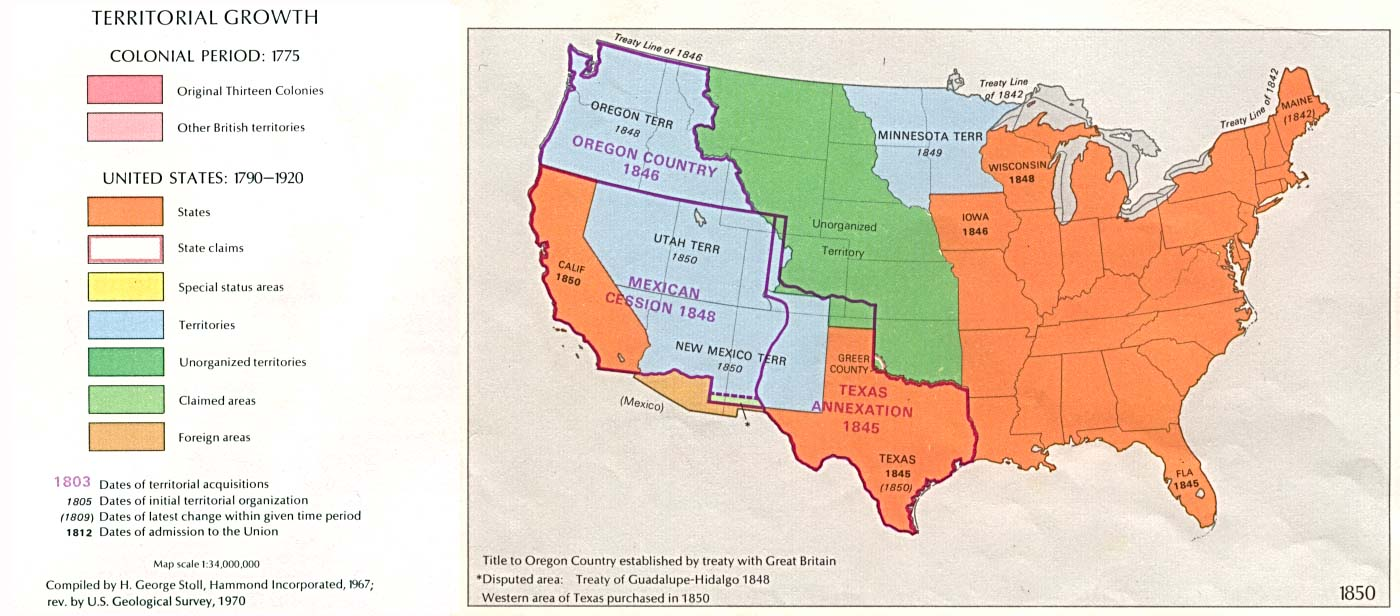
Extinderea teritorială a Statelor Unite ale Americii în 1850

Teritoriul Statelor Unite ale Americii, conform originalului din engleză, United States territory, este orice regiune sau extindere a unei regiuni aflată sub jurisdicția guvernului federal al Statelor Unite ale Americii, incluzând toate formele de apă înconjurătoare aflate în jurul insulelor sau a platformelor continentale aferente.  Statele Unite, ca entitate federală, a proclamat în mod tradițional drepturile sale de suveranitate pe care le are de explorare, menajare, exploatare și menținere a teritoriului aflat sub jurisdicția sa.  Această zonă extinsă a teritoriului său cuprinde nu doar suprafața teritorială pe care se află toate statele sale ci și porțiuni de uscat plus formele de apă aferente, aflate uneori la distanțe mari de Statele Unite continentale, care sunt sub controlul său pentru motive diferite. Teritoriul total al țării are diferite diviziuni politice și administrative.

## Teritoriul Statelor Unite ale Americii
Teritoriul Statelor Unite include orice porțiuni de uscat și apă aflate sub controlul guvernului federal al Statelor Unite. Regiuni, districte și diviziuni diferite cuprind zone clar definite geografic aflate sub jurisdicția guvernului federal (dar nu este limitată la acestea).